# 미타니 아카리
미타니 아카리(일본어: 美谷 朱里, 1996년 4월 15일~)는 일본의 AV 여배우이다. 2017년 7월에 데뷔했다.

## 센스바디 가디스 아시아 미타니 아카리
센스바디에서 실제로 성기를 본뜬 오나홀을 출시했다.